# Musicoterapeuta
Musicoterapeuta é o profissional com formação de nível superior responsável por conduzir o processo musicoterapêutico.  
A musicoterapia é internacionalmente reconhecida como uma atividade clínica e regulamentada no âmbito das profissões da saúde. A investigação, prática clínica, educação e formação clínica estão definidas por standards de entidades profissionais de acordo com contextos culturais, sociais e políticos. Atualmente, existe um sistema de certificação com emissão de licença profissional para musicoterapeutas no Reino Unido, na Noruega, na Austrália e nos EUA.  
No Brasil a profissão é reconhecida pelo Ministério do Trabalho na Classificação Brasileira de Ocupações (CBO) sob o número 2263-05. Segundo as normativas do exercício profissional do Musicoterapeuta, Musicoterapia é competência do Musicoterapeuta. 

## Formação
A formação do Musicoterapeuta é realizada em instituições universitárias e estrutura-se nos conhecimentos em teoria, metodologia e investigação em musicoterapia. Consoante o país, pode realizar-se via graduação / licenciatura em Musicoterapia, via pós-graduação ou mestrado para profissionais das áreas de saúde (medicina, psicologia, enfermagem, fisioterapia e afins), artes ou humanidades com habilidade musical (teórica e prática).  

##### Componentes formais
- Formação académica (conhecimentos de teoria, metodologia e investigação em musicoterapia)
- Formação vivencial (processo didático de desenvolvimento pessoal)
- Formação clínica (estágios e intervenções diretas)
- Supervisão

##### Eixos centrais dos conteúdos
A formação do Musicoterapeuta inclui pelo menos três eixos centrais: a formação específica em musicoterapia, a formação musical e a formação clínica.
No eixo específico, os conteúdos incluem Teoria da Musicoterapia, Modelos da Musicoterapia, Métodos e Técnicas da Musicoterapia. 
No eixo musical há disciplinas de teoria musical, canto, prática em ao menos um instrumento harmônico (piano ou violão), instrumentos melódicos (como a flauta) e percussão.
No eixo de saúde e humanidades há disciplinas de anatomia e fisiologia humana, neurologia, psicologia, técnicas em psicoterapia, antropologia, sociologia, filosofia e noções de expressão artística, expressão corporal, dança, técnicas grupais e métodos de educação musical como o Método Orff ou o Método Kodály. A formação clínica inclui a aplicação prática e da intervenção terapêutica direta, que normalmente é realizada através de um estágio. 
O musicoterapeuta realiza formação vivencial, através de processos de desenvolvimento pessoal e da prática musical.
Para finalizar a sua formação, o musicoterapeuta realiza supervisão para integrar as componentes anteriores em aprendizagem direta com profissionais em exercício.
O dia do Musicoterapeuta é comemorado no Brasil em 15 de setembro instituído pelo Projeto de Lei nº 0386/1988 do deputado Moisés Lipnik.

##### Licenciatura em Musicoterapia (Universidades Europeias)[6]
Universidade de Música e Performances Artísticas de Viena, IMC Universidade de Ciências Aplicadas de Krems, Universidade de Música e Performances Artísticas de Graz, Universidade de Ciências Aplicadas de Artevelde, Universidade de Aalborg, Universidade de Jyväskylä, Medical School Hamburg, SRH Universidade de Heidelberg, Conservatorio Antonio Vivaldi, Conservatorio Pollini, Conservatorio Luisa D'Annunzio, ArtEZ, HAN Universidade de Ciências Aplicadas, Universidade de Ciências Aplicadas de Leiden, HU Universidade de Ciências Aplicadas de Utrecht, Universidade de Ciências Aplicadas de Zuyd, Universidade de Bergen, Academia Norueguesa de Música, Academia de Música Karol Lipiński, Academia de Música Karol Szymanowski, Academia de Música Grazyna and Kiejstut Bacewicz.

## Código Nacional de Ética, Orientação e Disciplina do Musicoterapeuta
O Musicoterapeuta baseará o seu trabalho no respeito e na promoção da liberdade, da dignidade, da igualdade e da integridade do ser humano, apoiado nos valores que embasam a Declaração Universal dos Direitos Humanos, aprovada em 10 de dezembro de 1948 pela Assembleia Geral das Nações Unidas, nos princípios de autonomia, justiça, não-maleficência e beneficência da bioética.

## Áreas de atuação
O Musicoterapeuta atua no serviço público e privado em diversas áreas como saúde mental, reabilitação neuromotora, área hospitalar, organizacional, escolar e educacional, social e comunitária. O trabalho pode ser desenvolvido individualmente ou com grupos, famílias e instituições. 

## Musicoterapeuta em políticas públicas
O Musicoterapeuta está inserido na política pública do Sistema Único de Assistência Social (SUAS) na Resolução CNAS Nº 17, de 20 de junho de 2011 e no Sistema Único de Saúde na Política Nacional de Práticas Integrativas e Complementares com a Portaria Nº 849, de 27 de março de 2017.